# IOS
Az iOS (korábban iPhone OS) az Apple Inc. mobil operációs rendszere, amelyet kizárólag az Apple saját termékeire, az iPhone, iPod touch és iPad (2019-től iPadOS) készülékekre fejlesztenek. Mint ahogyan a macOS (amelyből származtatták), a Darwin alapokat használja. Az iOS négy fő rétegből tevődik össze: Core OS, Core Services, Media és Cocoa Touch. A teljes operációs rendszer alig 240 MB helyet foglalt a készülék adathordozóján, ez azóta többszörösére hízott az új funkcióknak köszönhetően.
Az operációs rendszernek nem volt neve, amíg az első iPhone SDK meg nem jelent 2008. március 6-án. Korábban az Apple csak annyit árult el, hogy „az iPhone OS X-et használ”. Az i (én) a cég szokásos személyes névmása, az OS pedig az „operating system”, vagyis az operációs rendszer rövidítése.
2009. június 6-án már több mint 50 000 alkalmazás volt elérhető az iPhone-ra. Az App Store-ból való letöltések száma meghaladta az 1 milliárdot.
2012 márciusában már több mint 550 000 app volt elérhető az App Store-ból, és a letöltések száma meghaladta a 25 milliárdot.

## Felhasználói felület
Az iOS felhasználói felülete a multi-touch technológiára alapuló direkt manipulációra alapul. Ez azt jelenti, hogy minden objektumot, mint a valós világban, kézzel mozgatunk, manipulálunk. A felhasználói felületben kapcsolók, gombok, csúszkák vannak. A felhasználó mozdulatai természetes interfészt biztosítanak. A készüléknek belső gravitációs gyorsulásmérője van, amely a gravitációs gyorsulást méri.
Mikor a készüléket bekapcsolják, egy induló képernyő jelentkezik be (amit a Springboard nevű modul rajzol ki) ikonokkal és egy „dock” a képernyő alján. A képernyő felső részén a fontosabb információk láthatók: pontos idő, akkumulátor töltöttsége, jelerősség (telefonhálózat és Wi-Fi-térerő). A képernyő többi része szabadon használható az alkalmazások által. Nincs meg a kilépés koncepciója, ehelyett vagy megvárjuk, hogy az alkalmazás magától befejeződjön, vagy megnyomjuk a „home” gombot, ami befejezi az alkalmazást. Multitasking az iOS 4-ig csak az iPhone belső folyamatainak megengedett, a felhasználók alkalmazásai nem futhatnak a háttérben, azonban több szálas alkalmazások futhatnak. Az iOS 4.0-tól kezdve ugyanakkor az alkalmazások adott API-k használatával egyes folyamataikat futtathatják a háttérben is.

## Alkalmazások
Az iPhone és iPod Touch fő processzora egy ARM processzor, ellentétben a Macintosh Intel architektúrájával. 3D grafikához OpenGL ES-t használ, melyet a Power VR videókártya biztosít. A macOS alkalmazások nem másolhatóak rá egyenesen az iPhone-ra (még akkor sem ha Cocoa alapúak), hanem specifikusan iPhone-ra kell őket átírni és lefordítani (ehhez az Xcode alkalmazás használható). Az iPhone-on futó Safari böngésző webalkalmazások futtatására is alkalmas. Független fejlesztők az App Store-on keresztül értékesíthetik az alkalmazásaikat.

### Gyári alkalmazások
A 13.0-s verzióban a következő alkalmazások vannak telepítve: Üzenetek (SMS-küldés és -fogadás), Naptár, Fotók, Kamera, FaceTime, Részvények, Térképek, Időjárás, Óra, Számológép, Hangjegyzetek, Jegyzetek, Beállítások, iTunes Store, App Store, Kontaktok, Emlékeztetők, Wallet, Egészség, Tippek, Könyvek, Iránytű, TV, Mérés, Podcastok, Watch, Fájlok, Otthon, News (egyelőre csak az USA, az Egyesült Királyság és Ausztrália esetén érhető el), Tippek, Photo Booth, Lokátor, Parancsok, Siri. Négy másik app a lényegi funkcionalitását adja a készüléknek: Safari böngésző, Mail, Telefon funkció és a Zene.
Az iOS részét képező beépített alkalmazások az iOS 10 óta törölhetőek, néhány kivétellel, ezek a Telefon, Safari, Üzenetek, Fotók, Kamera, Óra, Wallet, App Store, Egészség, Beállítások, Lokátor. Az így letörölt appok később az App Store-ból, a Frissítések fül alatt a Vásárlások alól tölthetők le ismét.
Az iPhone és iPod touch közti különbség csak annyi, hogy az iPod Touch esetén hiányzik a telefon, SMS/MMS funkcionalitás.

### Webalkalmazások
2007-ben az Apple a WWDC-n bejelentette, hogy az iPhone és iPod Touch a Safari böngészőben webalkalmazások futtatását is lehetővé teszi, mint például az AJAX.

### Feltört iPhone-os alkalmazások
Hivatalosan az iPhone-ra és iPod Touchra csak az App Store alkalmazással lehet letölteni és telepíteni alkalmazásokat. 
Azonban az 1.0-s változattól kezdve léteznek módszerek, amelyekkel ez a védelem feltörhető, majd az Installer és Cydia szoftverekkel az Apple által nem engedélyezett alkalmazások vagy kiegészítők telepíthetőek. A feltört alkalmazások a jailbreak után közvetlenül még nem telepíthetőek, ugyanis ezt önmagában a jailbreak nem teszi lehetővé. Az eredetileg az App Store-ból származó, feltört alkalmazások telepítéséhez külön kiegészítő (AppSync) szükséges, a Cydia (vagy azelőtt az Installer) ezt a kiegészítőt is fel tudja telepíteni. Ugyanakkor az ezt a kiegészítőt tartalmazó forrás sem része az alapértelmezetteknek, így azt is külön hozzá kell adni előtte.
A jailbreaket sokan rendszeresen és következetesen összemossák a tört alkalmazások telepítésével, noha a legújabb módszerek esetén a tört alkalmazások már jailbreak nélkül is telepíthetőek.

## iOS-változatok
Az Apple folyamatosan ad ki frissítéseket az iOS alapú eszközeire. A frissítések történelme:
| iOS verzió | Build szám                     | Kiadás dátuma        | Legfőbb újdonságok | Kompatibilis eszközök |
| ---------- | ------------------------------ | -------------------- | --- | --- |
| 12.4.1     |                                | 2019. augusztus 26   | Ez javítja a jailbreak biztonsági rését, amelyet az előző frissítésben korábban még nem tettek közzé. | iPhone 5S, iPhone 6, iPhone 6S, iPhone 6 Plus, iPhone 6S Plus, iPhone SE, iPhone 7, iPhone 7 Plus, iPhone 8, iPhone 8 Plus, iPhone X, iPhone XR, iPhone XS, iPhone XS Max                                                                              |
| 12.4       |                                | 2019. június 22.     | | iPhone 5S, iPhone 6, iPhone 6S, iPhone 6 Plus, iPhone 6S Plus, iPhone SE, iPhone 7, iPhone 7 Plus, iPhone 8, iPhone 8 Plus, iPhone X, iPhone XR, iPhone XS, iPhone XS Max                                                                              |
| 12.3.2     |                                |                      | | iPhone 5S, iPhone 6, iPhone 6S, iPhone 6 Plus, iPhone 6S Plus, iPhone SE, iPhone 7, iPhone 7 Plus, iPhone 8, iPhone 8 Plus, iPhone X, iPhone XR, iPhone XS, iPhone XS Max                                                                              |
| 12.3.1     |                                |                      | | iPhone 5S, iPhone 6, iPhone 6S, iPhone 6 Plus, iPhone 6S Plus, iPhone SE, iPhone 7, iPhone 7 Plus, iPhone 8, iPhone 8 Plus, iPhone X, iPhone XR, iPhone XS, iPhone XS Max                                                                              |
| 12.3       |                                |                      | | iPhone 5S, iPhone 6, iPhone 6S, iPhone 6 Plus, iPhone 6S Plus, iPhone SE, iPhone 7, iPhone 7 Plus, iPhone 8, iPhone 8 Plus, iPhone X, iPhone XR, iPhone XS, iPhone XS Max                                                                              |
| 12.2       |                                |                      | | iPhone 5S, iPhone 6, iPhone 6S, iPhone 6 Plus, iPhone 6S Plus, iPhone SE, iPhone 7, iPhone 7 Plus, iPhone 8, iPhone 8 Plus, iPhone X, iPhone XR, iPhone XS, iPhone XS Max                                                                              |
| 12.1.4     |                                |                      | | iPhone 5S, iPhone 6, iPhone 6S, iPhone 6 Plus, iPhone 6S Plus, iPhone SE, iPhone 7, iPhone 7 Plus, iPhone 8, iPhone 8 Plus, iPhone X, iPhone XR, iPhone XS, iPhone XS Max                                                                              |
| 12.1.3     |                                |                      | | iPhone 5S, iPhone 6, iPhone 6S, iPhone 6 Plus, iPhone 6S Plus, iPhone SE, iPhone 7, iPhone 7 Plus, iPhone 8, iPhone 8 Plus, iPhone X, iPhone XR, iPhone XS, iPhone XS Max                                                                              |
| 12.1.2     |                                |                      | | iPhone 5S, iPhone 6, iPhone 6S, iPhone 6 Plus, iPhone 6S Plus, iPhone SE, iPhone 7, iPhone 7 Plus, iPhone 8, iPhone 8 Plus, iPhone X, iPhone XR, iPhone XS, iPhone XS Max                                                                              |
| 12.1.1     |                                |                      | | iPhone 5S, iPhone 6, iPhone 6S, iPhone 6 Plus, iPhone 6S Plus, iPhone SE, iPhone 7, iPhone 7 Plus, iPhone 8, iPhone 8 Plus, iPhone X, iPhone XR, iPhone XS, iPhone XS Max                                                                              |
| 12.1       |                                |                      | | iPhone 5S, iPhone 6, iPhone 6S, iPhone 6 Plus, iPhone 6S Plus, iPhone SE, iPhone 7, iPhone 7 Plus, iPhone 8, iPhone 8 Plus, iPhone X, iPhone XR, iPhone XS, iPhone XS Max                                                                              |
| 12.0.1     |                                |                      | | iPhone 5S, iPhone 6, iPhone 6S, iPhone 6 Plus, iPhone 6S Plus, iPhone SE, iPhone 7, iPhone 7 Plus, iPhone 8, iPhone 8 Plus, iPhone X, iPhone XR, iPhone XS, iPhone XS Max                                                                              |
| 12.0       |                                |                      | | iPhone 5S, iPhone 6, iPhone 6S, iPhone 6 Plus, iPhone 6S Plus, iPhone SE, iPhone 7, iPhone 7 Plus, iPhone 8, iPhone 8 Plus, iPhone X, iPhone XR, iPhone XS, iPhone XS Max                                                                              |
| 11.3.4     |                                |                      | | |
| 11.3.3     |                                |                      | | |
| 11.3.2     |                                |                      | | |
| 11.3.1     |                                |                      | | |
| 11.3       | 15E216/15E218                  | 2018. március 29.    | Akkumulátor állapotának kijelzése. | |
| 11.2.6     | 15D100                         | 2018. február 19.    | Kisebb biztonsági javítások. | |
| 11.2.5     | 15D60                          | 2018. január 23.     | Kisebb biztonsági javítások. | |
| 11.2.2     | 15C202                         | 2018. január 8.      | Védelem a Spectre ellen. | |
| 11.2.1     | 15C153                         | 2017. december 13.   | Kisebb biztonsági javítások. | |
| 11.2       | 15C114                         | 2017. december 2.    | Az új kiadás engedélyezi a gyorsabb vezeték nélküli töltést az iPhone 8 és iPhone X modelleken, javítja a december 2-ával kezdődően adott esetben előforduló újraindulásokat. | |
| 11.1.2     | 15B202                         | 2017. november 16.   | Az új kiadás elsősorban az iPhone X érintésérzékelési, illetve a Live fotók és videók torzulását eredményező hibáját javítja. | |
| 11.1.1     | 15B150                         | 2017. november 9.    | Ez a frissítés a billentyűzet automatikus javítási, illetve a Hey Siri problémáját orvosolja. | |
| 11.1       | 15B93                          | 2017. október 31.    | Ez a frissítés több mint 70 új emojit, valamint hibajavításokat és fejlesztéseket tartalmaz. | |
| 11.0.3     | 15A432                         | 2017. október 11.    | Ez a frissítés a hang és a haptikus visszajelzés problémáját javítja iPhone 7 és 7 Plus eszközön, illetve az érintésérzékelés hibáját az olyan iPhone 6s-ek esetén, amelyek nem eredeti Apple-alkatrészekkel lettek javítva. | |
| 11.0.2     | 15A421                         | 2017. október 3.     | Ez a frissítés hibajavításokat tartalmaz, köztük az iPhone 8 és 8 Plus esetén tapasztalható recsegő hívásokat eredményező hiba megoldását. | iPhone 5s, iPhone 6, iPhone 6 Plus, iPhone 6s, iPhone 6s Plus, iPhone SE, iPhone 7, iPhone 7 Plus, iPhone 8, iPhone 8 Plus, iPod Touch (6. gen), iPad Pro (mindkét típus), iPad 9,7", iPad Air (1. és 2. gen), iPad mini (2., 3. és 4. gen)            |
| 11.0.1     | 15A402, 15A403                 | 2017. szeptember 26. | Ez a frissítés hibajavításokat tartalmaz, amik többek között az Exchange szerverekkel kapcsolatban okoztak gondot. | iPhone 5s, iPhone 6, iPhone 6 Plus, iPhone 6s, iPhone 6s Plus, iPhone SE, iPhone 7, iPhone 7 Plus, iPhone 8, iPhone 8 Plus, iPod Touch (6. gen), iPad Pro (mindkét típus), iPad 9,7", iPad Air (1. és 2. gen), iPad mini (2., 3. és 4. gen)            |
| 11.0       | 15A372                         | 2017. szeptember 19. | - Megújult Üzenetek app: mostantól a matricákat, emojikat és játékokat sokkal gyorsabban oszthatjuk meg a barátainkkal. - Újdonságok az Apple Pay esetén: két személy közötti fizetés, amivel egymásnak küldhetünk közvetlenül pénzt, mint például a WeChat esetén. - Megújult Siri: új női és férfi hang érkezett, ami immár gépi tanulás (machine learning) segítségével sokkal emberibb beszédhangot eredményez, ezen felül funkciókban is okosabbá válik, képes fordítani angolról francia, kína, német, olasz, spanyol nyelvekre. - Megújult Kamera: elérhetővé vált a HEVC/H.265, amivel akár 2x jobb tömörítés érhető el a videók esetén, a fotóknál pedig HEIF érkezett, ami szintén 2x jobb tömörítést eredményez. - Megújult Live Photo: új funkcióként megjelent az ismétlés, az oda-vissza és hosszú expozíció lehetősége, a Live Photo megvágása (trim), valamint a kulcsfotó (keyframe) kijelölése. - Megújult Vezérlőközpont és zárolt képernyő: a Vezérlőközpont esetén az Apple megszüntette a több oldalas elrendezést, helyette minden egyetlen oldalon elérhető. Az iPhone 6s és újabb készülékeken az egyes opciókra 3D Touch segítségével rányomva több, részletesebb funkció válik elérhetővé, ezen túl a megjelenő kapcsolók is testre szabhatóak. - Megújult Térképek: a megújult Térképek használata közben már egyes üzletközpontok vagy repülőterek alaprajzát is elérjük, emeletekre lebontva, így egy üzlet vagy beszálló kapu könnyebben megtalálható lehet, vezetés közben a térképen mostantól kijelezhető az aktuális sebességkorlátozás értéke, illetve képes az útvonal esetén a megfelelő sávok jelzésére is, és elérhetővé vált a ne zavarjanak vezetés közben funkció. - Megújult HomeKit és AirPlay 2: a HomeKit esetén új hangszórók kategória érkezett, valamint AirPlay 2 és multiroom audio támogatás. - Megújult Apple Music: Apple Music előfizetés megléte mellett már a barátaink által hallgatott zenéket is megismerhetjük. - Megújult App Store: az App Store radikálisan megváltozott, nem csak megjelenésében, de működésében is, naponta megjelenő cikkeket, a játékoknak és alkalmazásoknak fenntartott külön füleket, és függőlegesen görgethető kártyákat találunk benne. - CoreML és ARKit: az új MLKit framework gépi tanulási primitíveket, alapvető algoritmusokat és adattípusokat tartalmaz, az ARKit elsősorban kiterjesztett valóság generálásához szükséges feladatok ellátására készült, de egyéb, gépi tanulással megtámogatott, egyszerűbb “AI”-feladatok megoldására (mozgáskövetés, síkfelismerés, stb.) is alkalmas. - iOS + iPad: az iPad esetén többek között új, alulról felhúzható dock pediktív ikonokkal, megújult alkalmazásváltó, drag and drop, illetve megújult billentyűzetkezelés (QuickType) érkezett. | iPhone 5s, iPhone 6, iPhone 6 Plus, iPhone 6s, iPhone 6s Plus, iPhone SE, iPhone 7, iPhone 7 Plus, iPhone 8, iPhone 8 Plus, iPod Touch (6. gen), iPad Pro (mindkét típus), iPad 9,7", iPad Air (1. és 2. gen), iPad mini (2., 3. és 4. gen)            |
| 10.3.3     | 14G60                          | 2017. július 19.     | Ez a frissítés hibajavításokat tartalmaz. | iPhone 5, iPhone 5s, iPhone 5c, iPhone 6, iPhone 6 Plus, iPhone 6s, iPhone 6s Plus, iPhone SE, iPhone 7, iPhone 7 Plus, iPod Touch (6. gen), iPad Pro (mindkét típus), iPad 9,7", iPad (4. gen), iPad Air (1. és 2. gen), iPad mini (2., 3. és 4. gen) |
| 10.3.2     | 14F89, 14F90                   | 2017. május 15.      | Ez a frissítés hibajavításokat tartalmaz. | iPhone 5, iPhone 5s, iPhone 5c, iPhone 6, iPhone 6 Plus, iPhone 6s, iPhone 6s Plus, iPhone SE, iPhone 7, iPhone 7 Plus, iPod Touch (6. gen), iPad Pro (mindkét típus), iPad 9,7", iPad (4. gen), iPad Air (1. és 2. gen), iPad mini (2., 3. és 4. gen) |
| 10.3.1     | 14E304                         | 2017. április 3.     | Ez a frissítés hibajavításokat tartalmaz. | iPhone 5, iPhone 5s, iPhone 5c, iPhone 6, iPhone 6 Plus, iPhone 6s, iPhone 6s Plus, iPhone SE, iPhone 7, iPhone 7 Plus, iPod Touch (6. gen), iPad Pro (mindkét típus), iPad 9,7", iPad (4. gen), iPad Air (1. és 2. gen), iPad mini (2., 3. és 4. gen) |
| 10.3       | 14E277                         | 2017. március 27.    | Ez a frissítés tartalmazza az új APFS-t (Apple File System), az AirPods keresése opciót, további módokat a Sirivel való fizetésnél, fuvarfoglalásnál és az autógyártók alkalmazásaiban való használat során, és egyéb hibajavításokat és frissítéseket. | iPhone 5, iPhone 5s, iPhone 5c, iPhone 6, iPhone 6 Plus, iPhone 6s, iPhone 6s Plus, iPhone SE, iPhone 7, iPhone 7 Plus, iPod Touch (6. gen), iPad Pro (mindkét típus), iPad 9,7", iPad (4. gen), iPad Air (1. és 2. gen), iPad mini (2., 3. és 4. gen) |
| 10.2.1     | 14D27                          | 2017. január 23.     | Ez a frissítés hibajavításokat tartalmaz és növeli a készülékek biztonságát. | iPhone 5, iPhone 5s, iPhone 5c, iPhone 6, iPhone 6 Plus, iPhone 6s, iPhone 6s Plus, iPhone SE, iPhone 7, iPhone 7 Plus, iPod Touch (6. gen), iPad Pro (mindkét típus), iPad (4. gen), iPad Air (1. és 2. gen), iPad mini (2., 3. és 4. gen)            |
| 10.2       | 14C92                          | 2016. december 12.   | Ez a frissítés tartalmazza az új TV alkalmazást (csak az Egyesült Államokban érhető el), a Unicode 9.0 támogatása mellett 100 új és áttervezett emoji karaktert, valamint a stabilitás javításait és hibajavításokat. | iPhone 5, iPhone 5s, iPhone 5c, iPhone 6, iPhone 6 Plus, iPhone 6s, iPhone 6s Plus, iPhone SE, iPhone 7, iPhone 7 Plus, iPod Touch (6. gen), iPad Pro (mindkét típus), iPad (4. gen), iPad Air (1. és 2. gen), iPad mini (2., 3. és 4. gen)            |
| 10.1.1     | 14B100                         | 2016. október 31.    | Ez a frissítés az Egészség-adatok megjelenítését érintő hibáját orvosolja. | iPhone 5, iPhone 5s, iPhone 5c, iPhone 6, iPhone 6 Plus, iPhone 6s, iPhone 6s Plus, iPhone SE, iPhone 7, iPhone 7 Plus, iPod Touch (6. gen), iPad Pro (mindkét típus), iPad (4. gen), iPad Air (1. és 2. gen), iPad mini (2., 3. és 4. gen)            |
| 10.1       | 14B72, 14B72c                  | 2016. október 24.    | Ez a frissítés több újdonságot is tartalmaz, többek között a (béta) Portrékamerát az iPhone 7 Plus-hoz, tömegközlekedési útvonaltervezést Japánhoz, illetve a stabilitás fejlesztéseit és hibajavításokat. | iPhone 5, iPhone 5s, iPhone 5c, iPhone 6, iPhone 6 Plus, iPhone 6s, iPhone 6s Plus, iPhone SE, iPhone 7, iPhone 7 Plus, iPod Touch (6. gen), iPad Pro (mindkét típus), iPad (4. gen), iPad Air (1. és 2. gen), iPad mini (2., 3. és 4. gen)            |
| 10.0.3     | 14A551                         | 2016. október 17.    | Ez a frissítés egy olyan hibát javít az iPhone 7 és iPhone 7 Plus modellek esetén, amely miatt néhány felhasználónál megszakadhat a mobilkapcsolat. | iPhone 7, iPhone 7 Plus |
| 10.0.2     | 14A456                         | 2016. szeptember 23. | Ez a frissítés egy, a fülhallgató hangvezérlőinek ideiglenes működésképtelenségét okozó, valamint egy, a Fotók és az iCloud Fotókönyvtár esetén tapasztalható hibát javít. | iPhone 5, iPhone 5s, iPhone 5c, iPhone 6, iPhone 6 Plus, iPhone 6s, iPhone 6s Plus, iPhone SE, iPhone 7, iPhone 7 Plus, iPod Touch (6. gen), iPad Pro (mindkét típus), iPad (4. gen), iPad Air (1. és 2. gen), iPad mini (2., 3. és 4. gen)            |
| 10.0.1     | 14A403                         | 2016. szeptember 13. | Az iOS 10.0 helyett rögtön a 10.0.1-es verzió jelent meg, ami új vagy megújult funkciókat hozott, köztük új lezárt képernyőt és mozdulatokat, értesítéskezelést, Vezérlőközpontot, animációkat, 3D Touch-opciókat, a beépített appok törlésének lehetőségét, megújult Óra, Üzenetek, Zene és Fotók appot, és több egyéb, apróbb újdonságot és fejlesztést. | iPhone 5, iPhone 5s, iPhone 5c, iPhone 6, iPhone 6 Plus, iPhone 6s, iPhone 6s Plus, iPhone SE, iPhone 7, iPhone 7 Plus, iPod Touch (6. gen), iPad Pro (mindkét típus), iPad (4. gen), iPad Air (1. és 2. gen), iPad mini (2., 3. és 4. gen)            |
| 9.3.5      | 13G36                          | 2016. augusztus 25.  | Ez a frissítés egy fontos biztonsági frissítést tartalmaz. | iPhone 4s, iPhone 5, iPhone 5s, iPhone 5c, iPhone 6, iPhone 6 Plus, iPhone 6s, iPhone 6s Plus, iPhone SE, iPod Touch (5. és 6. gen), iPad Pro (mindkét típus), iPad (2., 3. és 4. gen), iPad Air (1. és 2. gen), iPad mini (1., 2., 3. és 4. gen)      |
| 9.3.4      | 13G35                          | 2016. augusztus 4.   | Ez a frissítés egy fontos biztonsági frissítést tartalmaz – ami gyakorlatilag a Pangu jailbreak megakadályozása. | iPhone 4s, iPhone 5, iPhone 5s, iPhone 5c, iPhone 6, iPhone 6 Plus, iPhone 6s, iPhone 6s Plus, iPhone SE, iPod Touch (5. és 6. gen), iPad Pro (mindkét típus), iPad (2., 3. és 4. gen), iPad Air (1. és 2. gen), iPad mini (1., 2., 3. és 4. gen)      |
| 9.3.3      | 13G34                          | 2016. július 18.     | Ez a frissítés elsősorban elsősorban hibajavításokat tartalmaz. | iPhone 4s, iPhone 5, iPhone 5s, iPhone 5c, iPhone 6, iPhone 6 Plus, iPhone 6s, iPhone 6s Plus, iPhone SE, iPod Touch (5. és 6. gen), iPad Pro (mindkét típus), iPad (2., 3. és 4. gen), iPad Air (1. és 2. gen), iPad mini (1., 2., 3. és 4. gen)      |
| 9.3.2      | 13F69                          | 2016. május 16.      | Ez a frissítés elsősorban az iPhone SE készülékek esetén tapasztalható Bluetooth-hibát javítja. | iPhone 4s, iPhone 5, iPhone 5s, iPhone 5c, iPhone 6, iPhone 6 Plus, iPhone 6s, iPhone 6s Plus, iPhone SE, iPod Touch (5. és 6. gen), iPad Pro (mindkét típus), iPad (2., 3. és 4. gen), iPad Air (1. és 2. gen), iPad mini (1., 2., 3. és 4. gen)      |
| 9.3.1      | 13E238                         | 2016. március 28.    | Ez a frissítés a Safari és más alkalmazások működésképtelenné válását okozó hibát javítja. | iPhone 4s, iPhone 5, iPhone 5s, iPhone 5c, iPhone 6, iPhone 6 Plus, iPhone 6s, iPhone 6s Plus, iPhone SE, iPod Touch (5. és 6. gen), iPad Pro (mindkét típus), iPad (2., 3. és 4. gen), iPad Air (1. és 2. gen), iPad mini (1., 2., 3. és 4. gen)      |
| 9.3        | 13E237                         | 2016. március 28.    | Egy aktiválási hiba miatt az Apple új 9.3-as verziót adott ki az iPhone 6-nál korábbi készülékekre, az iPad Air 2 előtti iPadekre és az 5. generációs iPod touch-ra. | iPhone 4s, iPhone 5, iPhone 5s, iPhone 5c, iPod Touch (5. és 6. gen), iPad (2., 3. és 4. gen), iPad Air (1. gen), iPad mini (1. és 2. gen) |
| 9.3        | 13E233, 13E234                 | 2016. március 21.    | Night Shift mód, Touch ID-val és jelkóddal védhető jegyzetek, a Jegyzetek, Hírek, Egészség, Apple Music, Fotók, iBooks és CarPlay fejlesztései, oktatással és hardveres billentyűzetekkel kapcsolatos fejlesztések az iPaden, vállalati felhasználást érintő hibajavítások, a kisegítő lehetőségek fejlesztései és hibajavításai, valamint a teljesítménnyel és stabilitással kapcsolatos fejlesztések. Az Apple a régebbi készülékek aktiválási hibája miatt március 25-én visszavonta a 9.3-as frissítést az iPhone 6-nál régebbi iPhone-ok, az iPad Air 2-nél és az iPad mini 3-nál régebbi iPadek esetén. | iPhone 4s, iPhone 5, iPhone 5s, iPhone 5c, iPhone 6, iPhone 6 Plus, iPhone 6s, iPhone 6s Plus, iPhone SE, iPod Touch (5. és 6. gen), iPad Pro (mindkét típus), iPad (2., 3. és 4. gen), iPad Air (1. és 2. gen), iPad mini (1., 2., 3. és 4. gen)      |
| 9.2.1      | 13D15                          | 2016. január 19.     | Biztonsági frissítések és hibajavítások, külön kiemelve az MDM-szerver használata esetén jelentkező alkalmazástelepítési hiba javítását. | iPhone 4s, iPhone 5, iPhone 5s, iPhone 5c, iPhone 6, iPhone 6 Plus, iPhone 6s, iPhone 6s Plus, iPod Touch (5. és 6. gen), iPad Pro, iPad (2., 3. és 4. gen), iPad Air (1. és 2. gen), iPad mini (1., 2., 3. és 4. gen)                                 |
| 9.2        | 13C75                          | 2015. december 8.    | Az Apple Music, a News, a Mail, az iBooks, a Podcastok, és a Safari funkcióinak és stabilitásának fejlesztése, az USB-kameraadapter támogatása az iPhone számára, különféle hibák javítása, a hozzáférhetőségi lehetőségek fejlesztései, illetve arab nyelv támogatása Siri esetén. | iPhone 4s, iPhone 5, iPhone 5s, iPhone 5c, iPhone 6, iPhone 6 Plus, iPhone 6s, iPhone 6s Plus, iPod Touch (5. és 6. gen), iPad Pro, iPad (2., 3. és 4. gen), iPad Air (1. és 2. gen), iPad mini (1., 2., 3. és 4. gen)                                 |
| 9.1        | 13B143                         | 2015. október 21.    | A csak az iPhone 6s esetén elérhető Live Photos funkció fejlesztései, több mint 150 új emojikarakter Unicode 7.0 és 8.0 szabvány támogatásával, és különféle hibák javításai. | iPhone 4s, iPhone 5, iPhone 5s, iPhone 5c, iPhone 6, iPhone 6 Plus, iPhone 6s, iPhone 6s Plus, iPod Touch (5. és 6. gen), iPad Pro, iPad (2., 3. és 4. gen), iPad Air (1. és 2. gen), iPad mini (1., 2., 3. és 4. gen)                                 |
| 9.0.2      | 13A452                         | 2015. szeptember 30. | A mobiladat-használat be- és kikapcsolhatóságát érintő és több más hiba javítása. | iPhone 4s, iPhone 5, iPhone 5s, iPhone 5c, iPhone 6, iPhone 6 Plus, iPhone 6s, iPhone 6s Plus, iPod Touch (5. és 6. gen), iPad (2., 3. és 4. gen), iPad Air (1. és 2. gen), iPad mini (1., 2., 3. és 4. gen)                                           |
| 9.0.1      | 13A404, 13A405                 | 2015. szeptember 23. | A beállítási asszisztenst, a jelzéseket és időzítőket, a Safarit és Fotókat, és az egyéni APN-ek használatát érintő hibák javítása. | iPhone 4s, iPhone 5, iPhone 5s, iPhone 5c, iPhone 6, iPhone 6 Plus, iPhone 6s, iPhone 6s Plus, iPod Touch (5. és 6. gen), iPad (2., 3. és 4. gen), iPad Air (1. és 2. gen), iPad mini (1., 2., 3. és 4. gen)                                           |
| 9.0        | 13A340, 13A342, 13A343, 13A344 | 2015. szeptember 16. | Új betűtípus (San Francisco) rendszerszinten és frissített billentyűzet. Keresés a Beállítások appban elérhető opciók között. Új Wi-Fi-asszisztens opció. Új háttérképek. Intelligensebb és proaktívabb működés hatékonyabb kereséssel és a Siri továbbfejlesztésével. Új multitasking funkciók az iPaden alkalmazások párhuzamos futtatására, vagy kép a képben funkció videók lejátszásához. A Térképek több város esetén részletes tömegközlekedési információkat kapott. Teljesen megújult Jegyzetek alkalmazás. Alacsony töltöttségű mód az akár 1 órával hosszabb használatért. | iPhone 4s, iPhone 5, iPhone 5s, iPhone 5c, iPhone 6, iPhone 6 Plus, iPhone 6s, iPhone 6s Plus, iPod Touch (5. és 6. gen), iPad (2., 3. és 4. gen), iPad Air (1. és 2. gen), iPad mini (1., 2., 3. és 4. gen)                                           |
| 8.4.1      | 12H321                         | 2015. augusztus 13.  | Az Apple Music és az iCloud-zenekönyvtár fejlesztései és hibajavításai. | iPhone 4s, iPhone 5, iPhone 5s, iPhone 5c, iPhone 6, iPhone 6 Plus, iPod Touch (5. és 6. gen), iPad (2., 3. és 4. gen), iPad Air (1. és 2. gen), iPad mini (1., 2. és 3. gen)                                                                          |
| 8.4        | 12H143                         | 2015. június 30.     | Az Apple Music megjelenése, az iBooks fejlesztései, hibajavítások. | iPhone 4s, iPhone 5, iPhone 5s, iPhone 5c, iPhone 6, iPhone 6 Plus, iPod Touch (5. és 6. gen), iPad (2., 3. és 4. gen), iPad Air (1. és 2. gen), iPad mini (1., 2. és 3. gen)                                                                          |
| 8.3        | 12F69, 12F70                   | 2015. április 8.     | Átalakított Emoji-billentyűzet és hibajavítások. | iPhone 4s, iPhone 5, iPhone 5s, iPhone 5c, iPhone 6, iPhone 6 Plus, iPod Touch (5. gen), iPad (2., 3. és 4. gen), iPad Air (1. és 2. gen), iPad mini (1., 2. és 3. gen)                                                                                |
| 8.2        | 12D508                         | 2015. március 9.     | Ez a kiadás tartalmazza az Apple Watch támogatását és az Egészség alkalmazás javításait, valamint megnövelt stabilitást és hibajavításokat tartalmaz.. | iPhone 4s, iPhone 5, iPhone 5s, iPhone 5c, iPhone 6, iPhone 6 Plus, iPod Touch (5. gen), iPad (2., 3. és 4. gen), iPad Air (1. és 2. gen), iPad mini (1., 2. és 3. gen)                                                                                |
| 8.1.3      | 12B466                         | 2015. január 27.     | Ez a kiadás többek közt a következő hibajavításokat, a stabilitás javítását és a teljesítmény fejlesztéseit tartalmazza: Csökkenti a szoftverfrissítéshez szükséges tárhelyet; Kijavít egy problémát, amely néhány felhasználónál megakadályozta, hogy beírják Apple ID-jelszavukat az Üzenetekben és a FaceTime-ban; Kijavít egy problémát, amely miatt a Spotlight nem jelenítette meg az alkalmazástalálatokat; Kijavít egy olyan problémát, amely megakadályozta a multitasking kézmozdulatok működését iPaden; Új konfigurációs lehetőségeket ad hozzá az oktatási standardizált teszteléshez. | iPhone 4s, iPhone 5, iPhone 5s, iPhone 5c, iPhone 6, iPhone 6 Plus, iPod Touch (5. gen), iPad (2., 3. és 4. gen), iPad Air (1. és 2. gen), iPad mini (1., 2. és 3. gen)                                                                                |
| 8.1.2      | 12B440                         | 2014. december 9.    | Ez a kiadás hibajavításokat tartalmaz, és megold egy problémát, amely miatt előfordulhat, hogy az iTunes Store-ban vásárolt csengőhangok el lesznek távolítva az eszközről. | iPhone 4s, iPhone 5, iPhone 5s, iPhone 5c, iPhone 6, iPhone 6 Plus, iPod Touch (5. gen), iPad (2., 3. és 4. gen), iPad Air (1. és 2. gen), iPad mini (1., 2. és 3. gen)                                                                                |
| 8.1.1      | 12B435, 12B436                 | 2014. november 17.   | Ez a kiadás többek közt hibajavításokat, megnövelt stabilitást és a teljesítmény fejlesztéseit tartalmazza iPad 2 és iPhone 4s számára. | iPhone 4s, iPhone 5, iPhone 5s, iPhone 5c, iPhone 6, iPhone 6 Plus, iPod Touch (5. gen), iPad (2., 3. és 4. gen), iPad Air (1. és 2. gen), iPad mini (1., 2. és 3. gen)                                                                                |
| 8.1        | 12B411                         | 2014. október 20.    | Új funkciók és hibajavítások: Apple Pay támogatás az iPhone 6 modellek, valamint az iPad Air 2 és iPad mini 3 esetén (egyelőre csak az amerikai felhasználók számára); a Fotók és az Üzenetek app új funkciókat, fejlesztéseket és hibajavításokat tartalmaz; megold egy Wi-Fi-teljesítménnyel kapcsolatos problémát, amely bizonyos bázisállomásokhoz csatlakozva jelentkezhet; kijavít egy problémát, amely megakadályozhatja a csatlakozást Bluetooth-on keresztül a kéz nélküli eszközökhöz; kijavít egy hibát, amely miatt leállhat a képernyő elforgatása; lehetőséget ad a 2G-, 3G- vagy LTE-hálózatok közti váltásra mobiladatok használatakor (Telekom és Telenor esetén ez nem érhető el); megold egy problémát a Safariban, amely miatt a videókat néha nem lehetett lejátszani; Passbook-jegyek AirDroppal való támogatása; a Diktálás a Siritől függetlenül engedélyezhető a billentyűzetek beállításainak Diktálás részében; a HealthKit hozzáférhet az adatokhoz a háttérben; a kisegítő lehetőségek fejlesztései és javításai; kijavít egy problémát, amely megakadályozta az OS X Caching Server iOS-frissítésekhez történő használatát. | iPhone 4s, iPhone 5, iPhone 5s, iPhone 5c, iPhone 6, iPhone 6 Plus, iPod Touch (5. gen), iPad (2., 3. és 4. gen), iPad Air (1. és 2. gen), iPad mini (1., 2. és 3. gen)                                                                                |
| 8.0.2      | 12A405                         | 2014. szeptember 26. | Kijavít egy hibát az iOS 8.0.1-ben, ami a mobilhálózathoz való kapcsolódási és Touch ID problémákat eredményezett az iPhone 6 és iPhone 6 Plus készülékeken, ezen felül tartalmazza az iOS 8.0.1 esetén felsorolt hibajavításokat is. | iPhone 4s, iPhone 5, iPhone 5s, iPhone 5c, iPhone 6, iPhone 6 Plus, iPod Touch (5. gen), iPad (2., 3. és 4. gen), iPad Air, iPad mini (1. és 2. gen)                                                                                                   |
| 8.0.1      | 12A402                         | 2014. szeptember 24. | Hibajavítások: egy, a HealthKit-alkalmazások működőképtelenségét eredményező hiba javítása; más gyártók billentyűzeteinek kiválasztása törlődhet, amikor a felhasználó megadja a jelkódot; néhány alkalmazás Fotókönyvtárban lévő fotókhoz való hozzáférésének javítása; az Elérhetőség (Reachability) funkció javítása iPhone 6 és iPhone 6 Plus esetén; nem várt mobiladat-forgalmi hiba SMS-/MMS-üzenetek fogadásakor és küldésekor; a Családi megosztás Rákérdezés a vásárlásra funkciójának jobb támogatása alkalmazáson belüli vásárlásoknál; csengőhangok iCloud biztonsági mentésből való visszaállítási problémájának javítása; fotók és videók Safariból való feltöltésének hibajavítása. Az iOS 8.0.1-et néhány órával a kiadás után az Apple visszavonta, mert egy hiba miatt a frissítést követően az iPhone 6 és iPhone 6 Plus készülékeken a mobilhálózatra való kapcsolódás sikertelenné, a Touch ID pedig működésképtelenné vált. Az Apple közleményt ad ki, és leírja, miképp lehet visszatenni az iOS 8.0-s verzióját. | iPhone 4s, iPhone 5, iPhone 5s, iPhone 5c, iPhone 6, iPhone 6 Plus, iPod Touch (5. gen), iPad (2., 3. és 4. gen), iPad Air, iPad mini (1. és 2. gen)                                                                                                   |
| 8.0        | 12A365                         | 2014. szeptember 17. | Több új funkció, többek között: iCloud-fotókönyvtár, megújult Kamera time lapse móddal, bővített képszerkesztési lehetőségek (az iPhoto app kiváltására), megújult Üzenetek app gyors hang- és videóüzenet küldéssel, helyzetmegosztással, bővített csoportos üzenetkezelési lehetőségekkel, interaktív értesítések támogatása, kedvencek és előzmények az alkalmazásváltó nézetben a képernyő felső sávjában, megújult Mail új üzenetkezelő funkciókkal, megújult Safari, megújult billentyűzet és külső fejlesztők billentyűzeteinek támogatása, widgetek támogatása az Értesítési központban, magyar nyelvű Siri diktálás (csak diktálás), Családi megosztás, iCloud Drive, Egészség app és HealthKit, Continuity szolgáltatás, megújult Spotlight kereső, Tippek app, EU internet opció, LTE támogatása nem Apple partner szolgáltatók esetén is, Touch ID külső fejlesztők általi használatának lehetősége, frissített Vezérlőközpont-design. | iPhone 4s, iPhone 5, iPhone 5s, iPhone 5c, iPhone 6, iPhone 6 Plus, iPod Touch (5. gen), iPad (2., 3. és 4. gen), iPad Air, iPad mini (1. és 2. gen)                                                                                                   |
| 7.1.2      | 11D257                         | 2014. június 30.     | Javult az iBeacon kapcsolatkezelése és stabilitása, Mail-mellékletek adatvédelmi osztályának hibajavítása | iPhone 4, iPhone 4s, iPhone 5, iPhone 5s, iPhone 5c, iPod Touch (5. gen), iPad (2., 3. és 4. gen), iPad Air, iPad mini (1. és 2. gen) |
| 7.1.1      | 11D201                         | 2014. április 22.    | Javult a virtuális billentyűzet válaszideje, Touch ID javítások (5s) | iPhone 4, iPhone 4s, iPhone 5, iPhone 5s, iPhone 5c, iPod Touch (5. gen), iPad (2., 3. és 4. gen), iPad Air, iPad mini (1. és 2. gen) |
| 7.1        | 11D167                         | 2014. március 10.    | A felhasználói felület egyes grafikai elemeit érintő változások, CarPlay, Siri és Naptár javítások | iPhone 4, iPhone 4s, iPhone 5, iPhone 5s, iPhone 5c, iPod Touch (5. gen), iPad (2., 3. és 4. gen), iPad Air, iPad mini (1. és 2. gen) |
| 7.0.6      | 11B651                         | 2014. február 21.    | Az SSL-kapcsolat ellenőrzésének javítása | iPhone 4, iPhone 4s, iPhone 5, iPhone 5s, iPhone 5c, iPod Touch (5. gen), iPad (2., 3. és 4. gen), iPad Air, iPad mini (1. és 2. gen) |
| 7.0.5      | 11B601                         | 2014. január 29.     | Kijavítja a hálózati szolgáltatásbeállítás a Kínában forgalmazott egyes iPhone 5s és 5c modelleknél | Csak iPhone 5s és iPhone 5c |
| 7.0.4      | 11B554a                        | 2013. november 14.   | FaceTime hiba javítása | iPhone 4, iPhone 4s, iPhone 5, iPhone 5s, iPhone 5c, iPod Touch (5. gen), iPad (2., 3. és 4. gen), iPad Air, iPad mini (1. és 2. gen) |
| 7.0.3      | 11B511                         | 2013. október 22.    | iMessage üzenetküldési probléma megoldása, iCloud-kulcskarika engedélyezése, rendszer stabilitásának javítása iWork használata közben | iPhone 4, iPhone 4s, iPhone 5, iPhone 5s, iPhone 5c, iPod Touch (5. gen), iPad (2., 3. és 4. gen), iPad mini |
| 7.0.2      | 11A501                         | 2013. szeptember 26. | A jelkódzár átugrását lehető tévő hiba javítása, ismét lehetséges görög betűk használata a jelkódhoz | iPhone 4, iPhone 4s, iPhone 5, iPhone 5s, iPhone 5c, iPod Touch (5. gen), iPad (2., 3. és 4. gen), iPad mini |
| 7.0.1      | 11A470a                        | 2013. szeptember 19. | Hibajavítások | Csak iPhone 5s és 5c |
| 7.0        | 11A465                         | 2013. szeptember 18. | Teljesen új dizájn, Control Center (Vezérlőközpont), megújult Notification Center (Értesítési központ), megújult multitasking, frissített Kamera és Fotók app, AirDrop fájlküldés, frissített Safari, iTunes Radio, új, több funkcióval rendelkező Siri, megújult App Store és automatikus alkalmazás-frissítés, hívás- és üzenetblokkolás, Flickr és Vimeo integráció, adatforgalom mérése és állítása alkalmazásonként, lapozható tartalmú mappák, új Óra ikon, új csengőhangok és hátterek, biztonsági hibajavítások | iPhone 4, iPhone 4s, iPhone 5, iPhone 5s, iPhone 5c, iPod Touch (5. gen), iPad (2., 3. és 4. gen), iPad mini |
| 6.1.6      | 10B500                         | 2014. február 21.    | Az SSL-kapcsolat ellenőrzésének javítása | Csak iPhone 3GS és iPod touch (4. gen) |
| 6.1.5      | 10B400                         | 2013. november 14.   | FaceTime hiba javítása | Csak iPod touch (4. gen) |
| 6.1.4      | 10B350                         | 2013. május 2.       | Javítja az audió-profilt | Csak iPhone 5 |
| 6.1.3      | 10B329                         | 2013. március 19.    | Jelszó-zár biztonságosabbá tétele, Maps hibák javítása Japánban, Lengyelországban, Németországban és Törökországban, Evasi0n Jailbreak patchelése, biztonsági hibajavítások | iPhone 3GS, iPhone 4, iPhone 4s, iPhone 5, iPod Touch (4. és 5. gen), iPad (2., 3. és 4. gen), iPad mini |
| 6.1.2      | 10B146 10B147                  | 2013. február 19.    | Egy Calendar hiba javítása, ami megnövekedett hálózati terheltséget és csökkentett akkumulátor-élettartamot okozott | iPhone 3GS, iPhone 4, iPhone 4s, iPhone 5, iPod Touch (4. és 5. gen), iPad (2., 3. és 4. gen), iPad mini |
| 6.1.1      | 10B145                         | 2013. február 6.     | Egy hiba javítása, ami hatással volt a mobilhálózat teljesítményére és megbízhatóságára | Csak iPhone 4s |
| 6.1        | 10B141 10B142 10B143 10B144    | 2013. január 28.     | LTE, nagyobb hibabejelentő gomb a Térképekben, mobilhálózati hiba javítása iPhone 5-ön, biztonsági hibajavítások | iPhone 3GS, iPhone 4, iPhone 4s, iPhone 5, iPod Touch (4. és 5. gen), iPad (2., 3. és 4. gen), iPad mini |
| 6.0.2      | 10A551                         | 2012. december 18.   | Egy Wi-Fi-hez kapcsolódó hiba | Csak iPhone 5 és iPad Mini |
| 6.0.1      | 10A523 10A525                  | 2012. november 1.    | Hibajavítások | iPhone 3GS, iPhone 4, iPhone 4s, iPhone 5, iPod Touch (4. és 5. gen), iPad (2., 3. és 4. gen), iPad mini |
| 6.0        | 10A403 10A405 10A406           | 2012. szeptember 19. | Új dizájn (a rendszer-lapokon, ezek mostantól kékes-szürkések), Siri javítások (csak iPhone 4s és magasabb, iPod Touch (5. gen.), iPad (3. gen.) és magasabb, iPad Mini), Facebook beépülés, Passbook, megosztó-gombok Facebookhoz és Twitterhez, megosztott Photo Streamek, új Zene (Music) app, új Térképek (Maps, az Apple a saját térképeit használja innentől, a Google Maps helyett), FaceTime 3G-n keresztül, Új App Store, iTunes és Időjárás (Weather), YouTube app eltűnt (az App Store-ban elérhető), Game Center kihívások, Kamera - HDR fejlesztések, panoráma mód (iPhone 4s+, iPod Touch 5+) | iPhone 3GS, iPhone 4, iPhone 4s, iPhone 5, iPod Touch (4. és 5. gen), iPad (2., 3. és 4. gen), iPad mini |
| 5.1.1      | 9B206 9B208                    | 2012. május 7.       | Hibajavítások | iPhone 3GS, iPhone 4, iPhone 4s, iPod Touch (3. és 4. gen), iPad (1., 2. és 3. gen) |
| 5.1        | 9B176 9B179                    | 2012. március 7.     | Új Kamera (Camera) app, kisebb javítások a Térképekben (Maps), Hálózati javítások, biztonsági hibajavítások, jobb Siri (csak iPhone 4s és iPad 3)… | iPhone 3GS, iPhone 4, iPhone 4s, iPod Touch (3. és 4. gen), iPad (1., 2. és 3. gen) |
| 5.0.1      | 9A405 9A406                    | 2011. november 10.   | Hibajavítások | iPhone 3GS, iPhone 4, iPhone 4s, iPod Touch (3. és 4. gen), iPad (1. és 2. gen) |
| 5.0        | 9A334                          | 2011. október 12.    | Notification Center, Messages (üzenetek iOS eszközök között, WiFi-n keresztül), Újságok (Newsstand), Értesítők (Reminders), Twitter beépülés, Music (zene, iPod-ról Musicra változott a neve), Kamera, Képek (Photos), Safari, FaceTime, YouTube, Game Center, Térképek, Mail (Email) és a Naptár (Calendar) fejlesztése, iCloud, WiFi-n keresztüli rendszerfrissítések (Over-The-Air frissítések), Siri (csak iPhone 4s), hibajavítások… | iPhone 3GS, iPhone 4, iPhone 4s, iPod Touch (3. és 4. gen), iPad (1. és 2. gen) |
| 4.3.5      | 8L1                            | 2011. július 25.     | Biztonsági hiba javítása | iPhone 3GS, iPhone 4, iPod Touch (3. és 4. gen), iPad (1. és 2. gen) |
| 4.3.4      | 8K2                            | 2011. július 15.     | PDF-hiba javítása | iPhone 3GS, iPhone 4, iPod Touch (3. és 4. gen), iPad (1. és 2. gen) |
| 4.3.3      | 8J2 8J3                        | 2011. május 4.       | Helymeghatározásnál használt cache-fájl hiba javítása | iPhone 3GS, iPhone 4, iPod Touch (3. és 4. gen), iPad (1. és 2. gen) |
| 4.3.2      | 8H7 8H8                        | 2011. április 14.    | FaceTime hiba javítása, 3G csatlakozás iPadon javítása, hibajavítások | iPhone 3GS, iPhone 4, iPod Touch (3. és 4. gen), iPad (1. és 2. gen) |
| 4.3.1      | 8G4                            | 2011. március 25.    | Néha jelentkező grafikai hiba javítása iPod Touch 4-en, mobilhálózati problémák javítása, hibajavítások | iPhone 3GS, iPhone 4, iPod Touch (3. és 4. gen), iPad (1. és 2. gen) |
| 4.3        | 8F190 8F191                    | 2011. március 9.     | Personal Hotspot (iPhone 4), új AirPlay funkciók, a Safari gyorsabbá vált az Apple Nitro JavaScriptnek köszönhetően, iTunes Home Sharing javítások, hibajavítások… | iPhone 3GS, iPhone 4, iPod Touch (3. és 4. gen), iPad |
| 4.2.1      | 8C148 8C148a                   | 2010. november 22.   | AirPrint, AirPlay, FaceTime fejlesztések, hibajavítások | iPhone 3G, iPhone 3GS, iPhone 4, iPod Touch (2., 3. és 4. generáció), iPad |
| 4.1        | 8B117                          | 2010. szeptember 8.  | Game Center, hibajavítások | iPhone 3G, iPhone 3GS, iPhone 4, iPod Touch (2., 3. és 4. generáció), iPad |
| 4.0.2      | 8A400                          | 2010. augusztus 11.  | Egy PDF-hiba javítása (lehetővé tette, hogy a Safari-n keresztül jailbreakelhető legyen a készülék) | iPhone 3G, iPhone 3GS, iPhone 4, iPod touch (2. és 3. gen) |
| 4.0.1      | 8A306                          | 2010. július 15.     | A mobilhálózat jelerősségét mutató ikon frissítve | Csak iPhone 3G, iPhone 3GS, iPhone 4 |
| 4.0        | 8A293                          | 2010. június 21.     | Multitasking, Háttérkép a főképernyőre, Mail fejlesztések, iBooks támogatás, Kamera fejlesztések, automatikus helyesírás-ellenőrzés, új nyelvek, Bluetooth fejlesztések, hibajavítások... | iPhone 3G, iPhone 3GS, iPhone 4, iPod touch (2. és 3. gen) |

## iOS SDK

### Az SDK története
Az SDK első bejelentése 2008. március 6-án volt. Az első béta verzió (az iPhone OS 1.2b1 változat) már akkor megjelent. Az App Store megjelenése egy firmwarefrissítést vont maga után 2008. július 11-én. Ez a frissítés az iPhone-felhasználóknak ingyenes volt, az iPod Touch-tulajdonosoknak 9,95 dollárt kellett fizetniük.
| OS verzió         | Build szám | Kiadás dátuma        | Megjegyzések |
| ----------------- | ---------- | -------------------- | --- |
| 1.2b1 Beta 1      | 5A147p     | 2007. június 27      | iPhone OS version 1.2b1. |
| 2.0b2 Beta 2      | 5A225c     | 2008. március 27.    | iPhone OS version 2.0b2, amelyben megjelent az Interface Builder – egy alkalmazás, amely grafikus felhasználói felületek tervezésére alkalmas.                                                   |
| 2.0b3 Beta 3      | 5A240d     | 2008. április 8.     | iPhone OS version 2.0b3. |
| 2.0b4 Beta 4      | 5A258f     | 2008. április 23.    | iPhone OS version 2.0b4. Ez a változat OpenGL-t is támogat, és olyan megoldásokat tartalmazott, amely lehetővé tenné, hogy az alkalmazások a háttérben fussanak, ami ezidáig nem volt lehetséges |
| 2.0b5 Beta 5      | 5A274d     | 2008. május 6.       | iPhone OS version 2.0b5. |
| 2.0b6 Beta 6      | 5A292g     | 2008. május 29.      | iPhone OS version 2.0b6. |
| 2.0b7 Beta 7      | 5A331      | 2008. június 8.      | iPhone OS version 2.0b7, amely tartalmazta az első MobileMe alkalmazást. |
| 2.0b8 Beta 8      | 5A345      | 2008. június 26.     | iPhone OS version 2.0b8. |
| 2.1 Beta 1        | 5F90       | 2008. július 24.     | iPhone OS version 2.1. Az Apple bejelenti, hogy a 2.1-es SDK-val fordított alkalmazások nem futnak a 2.0-s iPhone OS-en.                                                                         |
| 2.1 Beta 2        | ?          | 2008. július 30.     | iPhone OS version 2.1. |
| 2.1 Beta 3        | ?          | 2008. augusztus 8.   | iPhone OS version 2.1. |
| 2.2 Beta 1        | 5G29       | 2008. szeptember 25. | iPhone OS version 2.2. |
| 2.2               | 9M2621     | 2008. november 20.   | iPhone OS version 2.2. |
| 2.2.1             | 9M2621a    | 2009. január 27.     | iPhone OS version 2.2.1. |
| 3.0 Beta 1        | ?          | 2009. március 17.    | Első iOS 3.0 és SDK 3.0 Beta verzió. |
| 3.0 Beta 2        | 7A259g     | 2009. március 31.    | iOS 3.0. |
| 3.0 Beta 3        | ?          | 2009. április 14.    | iOS 3.0. |
| 3.0 Beta 4        | ?          | 2009. április 28.    | iOS 3.0. |
| 3.0 Beta 5        | ?          | 2009. május 6.       | iOS 3.0. |
| 3.0 Golden Master | 5A331      | 2009. június 8.      | Végleges iOS 3.0 fejlesztőknek és tesztelőknek. |
| 3.0 Final         | 5A345      | 2009. június 17.     | Végleges iOS 3.0 minden felhasználónak. |
| 3.1 Beta 1        | ?          | 2009. június 30.     | Első iOS 3.1 beta verzió fejlesztőknek. |
| 3.1 Beta 2        | 5F90       | 2009. július 14.     | iOS 3.1. |
| 3.1 Beta 3        | ?          | 2009. július 27.     | iOS 3.1. |
| 3.1 Final         | 7C144      | 2009. szeptember 9.  | iOS 3.1. |
| 3.2 Beta 1        | ?          | 2010. január 27.     | iOS 3.2. |
| 3.2 Beta 2        | ?          | 2010. február 9.     | iOS 3.2. |
| 3.2 Beta 3        | ?          | 2010. február 23.    | iOS 3.2. |
| 3.2 Beta 4        | 10M2144    | 2010. március 9.     | iOS 3.2. |
| 3.2 Beta 5        | 10M2148    | 2010. március 17.    | iOS 3.2. |
| 3.2 GM            | 10M2144    | 2010. március 29.    | iOS 3.2. |
| 3.2 Final         | 10M2148    | 2010. április 3.     | iOS 3.2. |

### Az SDK tartalma
Az iOS (iPadOS) a XNU kernel egy változatát használja, ami a macOS része. Az alkalmazás neve Xcode.
Az SDK fontosabb részei:
- Cocoa Touch
  - Multi-touch-vezérlők
  - Gravitációs gyorsulásmérő
  - Ablakhierarchia
  - Lokalizálás (i18n)
  - Kamera
- Media
  - OpenAL
  - Audio mixelés és hangfelvétel
  - Videólejátszás
  - Képfájlformátumok
  - Quartz
  - Core Animation
  - OpenGL ES
- Alapszolgáltatások (Core Services)
  - Hálózat
  - Beépített SQLite adatbázis
  - Core Location
  - Szálak
- macOS Kernel
  - TCP/IP
  - Socket
  - Fájlrendszer
  - Biztonság

Az Xcode-on kívül egy szimulátor is található az SDK-ban, ami nagyjából mindent tud emulálni, és Intel kódot futtat.
Szükséges egy Mac, amelyre a macOS legfrissebb verziója van telepítve. Microsoft Windows vagy korábbi macOS-verziók nem támogatottak.

### Licenc
Az SDK ingyenesen letölthető, de ahhoz, hogy valaki közvetlenül az eszközön tudjon tesztelni, és szoftvert adjon ki, az Apple Developer Program tagja kell legyen, amihez az Apple engedélye is szükséges. A programban való részvétel 99 amerikai dollárba kerül évente. Minden programhoz egy kulcs is tartozik, amit csakis az Apple webapplikációin keresztül lehet generálni. Három módja van az alkalmazások feltöltésének: az App Store révén, belső terjesztés a fejlesztő cégen belül, és egy ad hoc alapon, ami maximum 100 iPhone-ra engedi feltölteni.
Ez a terjesztési modell lehetetlenné teszi a GPL licenccel gyártott alkalmazások terjesztését, mivel a kulcsokat nem terjesztheti tovább (ez az Apple tulajdona), így az esetleges változtatásokat nem lehet továbbvinni.

### Core Location
A Core Location egy macOS-könyvtár, amelyet az iPhone OS 2.0 alkalmazások helyzetmeghatározásra használnak. 2008. március 6-án jelentették be, és az iPhone SDK része lett.

### Java
Az Apple még nem jelentette be, hogy Java alapú programok futtatását meg fogja-e engedni az iPhone-on. A Sun Microsystems tervezte, hogy kiad egy JVM-et az iPhone OS-ra.
Azonban ha a Java futna az iPhone készülékeken, az nem fér össze az iPhone SDK szerződéssel. Ez világos a 3.3.2-es szabályozásból:

„3.3.2 — An Application may not itself install or launch other executable code by any means, including without limitation through the use of a plug-in architecture, calling other frameworks, other APIs or otherwise. No interpreted code may be downloaded and used in an Application except for code that is interpreted and run by Apple’s Published APIs and built-in interpreter(s).”

Magyarul:

„3.3.2 — Egy alkalmazás önmaga nem telepíthet fel vagy indíthat el más futtatható kódot semmilyen módszerrel, csakis a létező könyvtárak és API-k segítségével. Semmilyen interpretált kód nem tölthető le és használható egy Alkalmazás által, kivéve azt a kódot, ami az Apple API-k segítségével készült, és a beépített interpreter(eke)t használja.”

Azonban a feltört iPhone képes volt használni a J2ME verziót.
Tudni vélik, hogy a Sun és az Apple tárgyalásokat folytat, hogy a Java az iPhone készülékeken is elérhető legyen, és hogy a Sun ezen dolgozik egy Innaworks nevű céggel. Érdekesség, hogy a használt ARM processzornak van egy modulja, ami egy olyan környezetet tartalmaz, ami gyorsított Java kódok futtatását eredményezi.

### Flash
Jelenleg Flash-alkalmazások nem futnak. Az Adobe bejelentette, hogy készülőben van a Flash Lite, ez azonban csak egy kisebb részét tartalmazza a teljes Flash specifikációknak. Feltört iPhone-ok az iMobileCinema vagy a Frash (beta) kiegészítők telepítése után futtathatnak Flash-tartalmakat.

### SVG
A mobil Safari támogatja az SVG-t az iPhone OS 2.1-es változatától. A SMIL animáció még nem támogatott, csak ha a SMIL implementáció elég stabil lesz.

### Feltörés
Az iOS rendszer esetén az Apple korlátozásait megkerülő eljárás az úgynevezett jailbreak, amely során a felhasználó rootjogot szerez a rendszerben. Ennek szoftveres, vagy adott esetben hardveres akadálya is lehet. A jailbreak az iOS felhasználási feltételeinek megszegése, ami alapján az Apple adott esetben megtagadhatja a garanciális ügyintézést egy készülékre nézve. Az iOS szoftver visszatöltése (restore) törli a jailbreaket és annak minden nyomát.